# NGC 2152
NGC 2152 је спирална галаксија у сазвежђу Сликар која се налази на NGC листи објеката дубоког неба.
Деклинација објекта је - 50° 44' 27" а ректасцензија 6h 0m 55,0s. Привидна величина (магнитуда) објекта NGC 2152 износи 13,9 а фотографска магнитуда 14,8. NGC 2152 је још познат и под ознакама ESO 205-15, PGC 18249.